# 지역특화자원사업화연구센터
지역특화자원사업화연구센터는 지역특화자원의 발굴과 육성 및 지역특화자원의 권리화, 사업화, 산업화를 통해 지역경제에 이바지하고, 지역특화자원과 지역향토자원에 관한 정보를 제공함으로써 지역산업의 경쟁력 확보를 도모할 목적으로 2008년 8월 13일 설립된 대한민국 농림수산식품부 소관의 사단법인이다. 사무실은 서울특별시 마포구 상암동 택지개발지구 DMC 산학협력연구센터 306호에 있다.

## 주요 사업
- 지역의 특화자원의 발굴 및 특화자원 관련 정책에 관한 연구사업
- 지역특화자원의 권리화 방안 연구사업
- 지역특화자원의 사업타당성 분석 및 평가사업
- 지역특화자원의 제품화, 사업화, 산업화 추진 연구사업
- 지역특화자원사업과 관련된 경영, 기술, 교육사업
- 지역발전을 위한 지역특화자원의 정보센터사업
- 지역특화자원의 지리적 표시 등록연구사업
- 지역특화자원의 지역브랜드, 지역디자인, 지역콘텐츠사업
- 기타 위호의 부대사업 일체